# Новгородская Уваровская летопись
Новгородская Уваровская летопись (НУвЛ) — русская летопись, памятник новгородского летописания конца XVI — начала XVII векам.
Летопись охватывает период от происхождения славян до 1646 года, воцарения Алексея Михайловича. Непрерывно известия идут до 1606 года, затем приведены отдельные известия 1612, 1645 и 1646 годов, которые были добавлены после завершения работы. Часть летописи с 1500 года включает, в частности, оригинальные известия.
О значимости летописи для новгородской летописной традиции может говорить то обстоятельство, что после ее составления летописание в Новгороде замирает и возобновляется активно лишь в 1670—1680-е годы.

## Текстология
Летопись представлена тремя известными списками — БАН, ГИМ и РНБ; кроме того, имеются краткое извлечение из летописи и компиляция Новгородской Уваровской летописи и Новгородской Забелинской летописи XVII века. Список БАН на основании филиграней относится к концу 1650-х — началу 1660-х годов и не позже 1665 года. Списки ГИМ и РНБ и извлечение датированы последней четвертью XVII века. Компиляция была создана в XVIII веке. Различия текстов списков ГИМ и РНБ с одной стороны и списка БАН — с другой лежат в основном в плоскости новгородских известий: в первых двух подробнее рассказано о таких событиях, как строительство, освящение, обновление церквей и монастырей, подробнее освещены обстоятельства поставления и преставления епископов и архиепископов. В этих двух списках имеются статьи за годы, пропущенные в списке БАН и в главных источниках Новгородской Уваровской летописи — Софийской первой и Новгородской четвёртой летописях.
Список БАН является старшим известным новгородским летописным списком XVII века, представляя интерес для изучения также других новгородских летописей, включая Новгородскую третью, Новгородскую Забелинскую и Новгородскую Погодинскую летописи. Список БАН включает значительное число приписок, часть которых не имеет систематического характера и, предположительно, является заметками читателей. Другие являются подробными, законченными сообщениями, в ряде случаев представляя собой целые статьи и повести, которые занимают всё свободное пространство нескольких листов подряд. Последние из них представлены сказаниями о видении софийскому пономарю Аарону, о Михайловском монастыре, о чуде Гликерии и др. Свод дополнялся двумя этапами, в 1672 и 1683—1685 годах.
Все дополнительные известия из списков ГИМ и РНБ, которых нет в основном тексте списка БАН, дословно воспроизводят ряд приписок списка БАН, в том числе как законченные известия или важные уточнения, так и заметки на полях, к примеру, хронологические выкладки. Большое маргиналий списка БАН не включены в другие списки Новгородской Уваровской летописи. Часть их аналогична известия Новгородской третьей летописи, другие неизвестны в опубликованных памятниках или читаются в ином виде. Список БАН создавался длительное времени и включил свидетельства, которые не вошли в другие публиковавшиеся летописи. Список объясняет ряд ошибок и неточностей Новгородской третьей летописи.

## Содержание и датировка
Летопись описывает исторический период около тысячи лет, от происхождения славян до 1646 года, воцарения Алексея Михайловича, но сплошная цепочка известий — лишь до 1606 года включительно, после чего приведены короткие сообщения под 1612, 1645 и 1646 годами, добавленные после завершения работы над летописью. На этом основании создание свода, положенного в основание Новгородская Уваровская летописи, относится к концу XVI — началу XVII векам.
Делится на две неравные части: летописные статьи до и после 1500 года (1506—1646). В основу первой части положен существенно дефектный список Московского свода 1500—1505 года. Эта первая часть включает значительную часть Софийской первой летописи младшей редакции и обнаруживает совпадения с рядом других памятников, к которым относятся список Царского Софийской первой летописи, Новгородская Хронографическая, Лаврентьевская и Новгородская четвёртая летописи. Кроме того, первая часть Новгородской Уваровской летописи включает известия, по меньшей мере, двух новгородских летописей. Эта часть использовалась исследователями с целью уточнения развития московского летописания конца XV — начала XVI веков. Она оборвана на середине фразы, затем приведены родословия московских князей, ряда боярских и княжеских родов и три документа местнической переписки и родословия Сабуровых. Во вторую часть входят короткие известия, в основном связанные с Новгородом. Эти тексты сближаются с Новгородской четвёртой летописью, Новгородской летописью Дубровского и Кратким летописцем новгородских владык, а также включают оригинальные известия. Хронологию может нарушаться, текст вплоть до 1599 года характеризуется перебивами. Новгородская Уваровская летопись механически включает разные источники, нарушает хронологическую последовательность, характеризуется риторическими распространениями известий о новгородской церковной жизни, хронологическими выкладками, топографическими указаниями, включением эпиграфического и житийного материала.
Новгородская Уваровская летопись привлекалась для интерпретации былин. Сотко Сытинич назван здесь «богатым», что получило отражение и в других новгородских летописях.

## Источниковедение
Летопись получила название по одному из списков. Список БАН был частично опубликован в 1785 году — до 1424 года. Это издание использовал ряд исследователей конца XVIII — начала XIX века, в том числе А. Л. Шлецер, П. М. Строев, Н. С. Арцыбашев и др., но сама Новгородская Уваровская летопись рассматривалась как один из списков Софийского временника и была впоследствии забыта. Список БАН отсутствует в единственной генеалогической схеме взаимоотношения новгородских летописей XVII века и их списков, составленной С. Н. Азбелевым.
В списке БАН под 1602 года имеется приписка, позволяющая сделать датировку одной из наиболее почитаемых новгородских икон — «Никола круглая доска». В приписке говорится об отправке иконы из Новгорода в Москву и о пожаре 1627 года, в котором она погибла: «А иже стоет чудотворные иконы, явльшейся в Великом Новеграде, — снимок в ту же меру, слово в слово и до ныне видима есть». Копия иконы находится в Новгородском музее-заповеднике, она датировалась XII или XVI веками. Из приписки стало известно, что икона XII века не сохранилась, а известная копия, предположительно, создана в XVI веке. Списк БАН содержит также копию ктиторской надписи новгородской иконы Николы Липного. Ктиторская надпись на самой иконе называет автором иконы Алекса Петрова, тогда как по списку БАН это Митка Петров. Надпись на иконе была неоднократно поновлена в более позднее время, приписка к списку БАН, которая датируется 1684 годом, возможно, даёт более ранний вариант авторства.